# NGC 5821
NGC 5821 é uma galáxia espiral (S?) localizada na direcção da constelação de Boötes. Possui uma declinação de +53° 55' 24" e uma ascensão recta de 14 horas, 58 minutos e 59,8 segundos.
A galáxia NGC 5821 foi descoberta em 24 de Abril de 1789 por William Herschel.